# Crillon-le-Brave
Crillon-le-Brave là một xã trong tỉnh Vaucluse thuộc vùng Provence-Alpes-Côte d’Azur ở đông nam nước Pháp. Xã này nằm ở khu vực có độ cao trung bình 395 mét trên mực nước biển.
Crillon-le-Brave có cự ly 12 km (7,5 mi) so với Carpentras, 35 km (22 mi) so với Avignon và khoảng 2 km (1,2 mi) so với Bédoin.

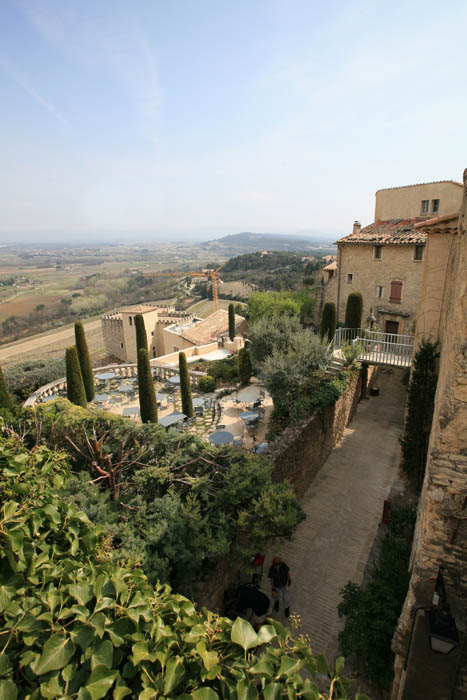
Crillon-le-Brave